# シャルル (ヴァロワ伯)
シャルル・ド・ヴァロワ（Charles de Valois, 1270年3月12日 - 1325年12月16日）は、フランス王フィリップ3世と最初の妃イザベル・ダラゴンの息子でフィリップ4世の弟。ヴァロワ家の祖であり、1328年に即位したフィリップ6世の父である。1284年に父フィリップ3世によりヴァロワ伯に叙せられ、また1297年に兄フィリップ4世によりアンジュー伯に叙せられた。妻カトリーヌ1世・ド・クルトネーを通してラテン帝国の皇族の親戚にあたり、滅亡したラテン帝国の名目上の皇帝とされた。

## 生涯
軍事能力に長け、兄王の起こした戦争の司令官として輝かしい武功を立て続けた。
1300年から教皇ボニファティウス8世の要請で、フィレンツェの内乱を調停するために出かけているが、かえって暴動と混乱をあおる結果となった。

## 家族
1290年にナポリ王カルロ2世の娘で又従妹であるマルグリット・ダンジュー（1273年 - 1299年）と結婚し、2男4女をもうけた。
- イザベル（1292年 - 1309年） - ブルターニュ公ジャン3世と結婚
- フィリップ6世（1293年 - 1350年） - フランス王
- ジャンヌ（1294年 - 1342年）　エノー伯ギヨーム1世と結婚
- マルグリット（1295年 - 1342年） - ブロワ伯ギー1世と結婚。ブルターニュ摂政シャルル・ド・ブロワの母
- シャルル（1297年 - 1346年） - アランソン伯シャルル2世、アランソン家の祖
- カトリーヌ（1299年）

1302年にラテン帝国の名目上の女帝で先妻の従妹、自身の又従妹であるカトリーヌ1世・ド・クルトネー（1274年 - 1308年）と結婚し、1男3女をもうけた。
- ジャン（1302年 - 1308年） - シャルトル伯
- カトリーヌ（1303年 - 1346年） - ターラント公およびアカイア公フィリッポ1世（マルグリット・ダンジューの弟）と結婚
- ジャンヌ（1304年 - 1363年） - ロベール3世・ダルトワと結婚
- イザベル（1305年 - 1349年）

1308年にサン＝ポル伯ギー4世・ド・シャティヨンの娘マオー・ド・シャティヨン（1293年 - 1358年）と結婚し、1男3女をもうけた。
- マリー（1309年 - 1332年） - カラブリア公カルロ（マルグリット・ダンジューの甥）と結婚
- イザベル（1313年 - 1388年） - ブルボン公ピエール1世と結婚
- ブランシュ（1317年 - 1348年） - 後の神聖ローマ皇帝およびボヘミア王カール4世と結婚
- ルイ（1318年 - 1328年） - シャルトル伯